# Mahasamghika

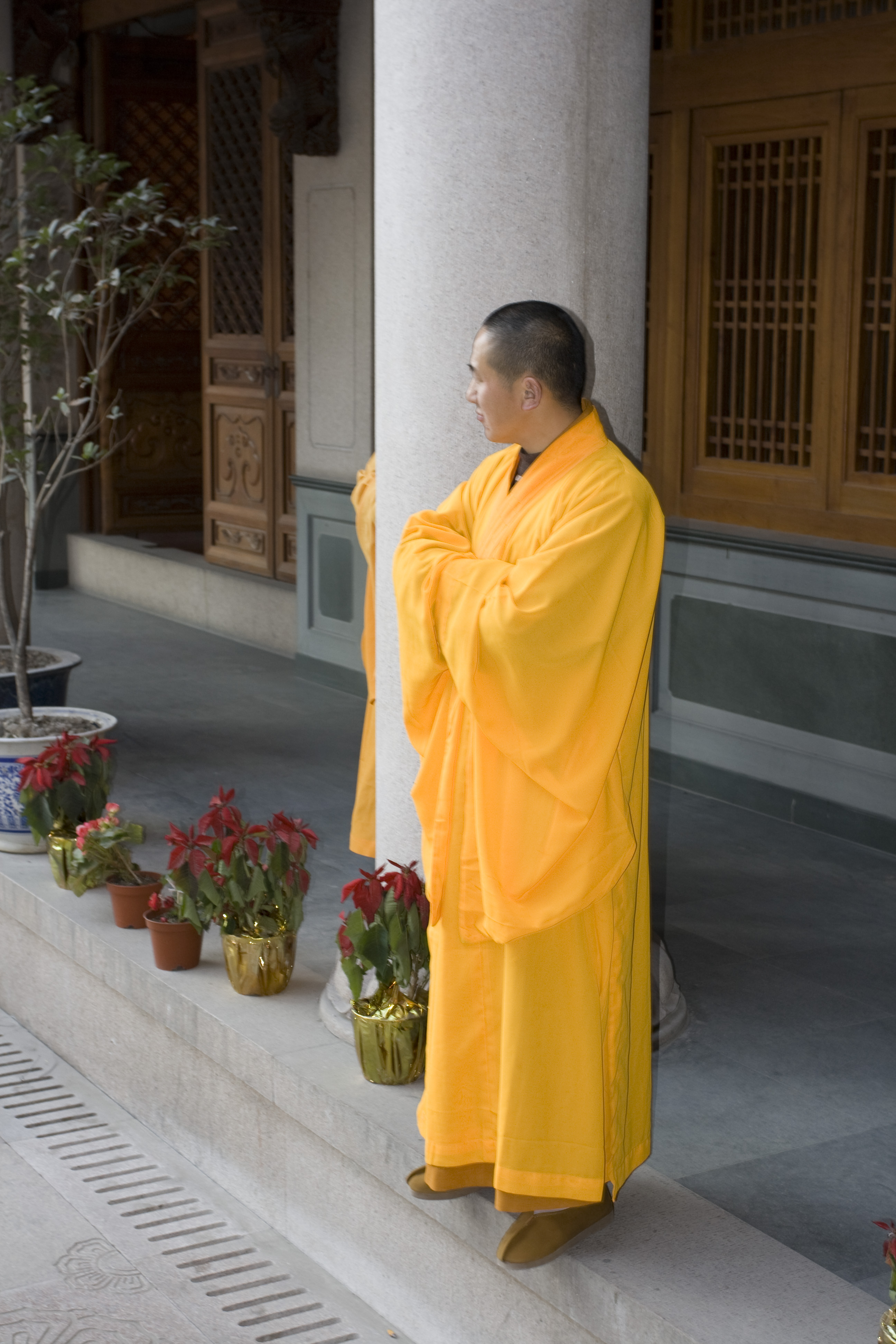
Un moine bouddhiste chinois en robe (kesa) jaune. Les moines bouddhistes chinois portent souvent des robes de la même couleur que celles utilisées autrefois par certaines sectes Mahāsāṃghika en Inde.

Le Mahasamghika (IAST: Mahāsāṅghika ou mahāsāṃghika ; pāli : Mahāsanghika, « Ceux de la Grande Assemblée », ou Mahāsangītikā, « Ceux de la Grande Récitation ») est une école du bouddhisme ancien. Elle est née à la suite du deuxième concile, comme le courant Sthaviravāda. Les moines se disputaient alors sur les pratiques à suivre. Elle a permis la création de nombreux autres courants en Inde. Certains historiens[Lesquels ?] considèrent que l'école Mahayana s'est inspiré du Mahāsāṅghika. 
Plusieurs courants du bouddhisme ancien viennent de cette école :
1. Kukkuṭika ou Gokulika
2. lokottaravada (pāli : Lokuttaravāda)
3. caitika (pāli : Cetiyavāda)
4. prajnaptivada (pāli : Paññattivādā)
5. bahushrutiya (pāli : Bahussutakā ou Bahulikā)
6. ekavyāvahārika (pāli : Ekabbohārā)

L'école Mahasamghika se caractérise, selon le vénérable maître bouddhiste vietnamien Thích Nhất Hạnh, comme une réaction contre les tendances scolastiques et dogmatiques de l'époque (par exemple les écoles Theravada, Sarvāstivādin, Sautrāntika, etc.).
Au milieu du IVe siècle av. J.-C., l'école Mahansanghika pose de nouveau le problème de la connaissance; elle souligne l'importance de la purification de l'esprit afin de réaliser l'illumination.
Révélant la futilité de l'étude et de l'analyse des dharmas, cette école encourage les expériences spirituelles directes.